# SpaceX CRS-7
SpaceX CRS-7，是指太空探索科技公司（SpaceX）向美国国家航空航天局（NASA）承包的第7次商業補給服務（CRS），意即對国际空间站進行貨物補給的任務，於2015年6月28日執行，但在升空到Max Q（最大動壓）不久後即發生爆炸。
此次任務使用獵鷹9號運載火箭搭載天龙号無人貨運太空船升空，貨物全毀，火箭上還裝有一個新的對接裝置，以及一套太空服，該款全美國只剩12件。當地時間28日上午，在佛羅里達州的卡納維爾角發射，結果不到3分鐘即爆炸解體，碎片散落大西洋。
同年的1、4月，SpaceX亦曾使用獵鷹九號進行過發射測試，希望能成功回收火箭，但都未能成功；此次為獵鷹九號19次發射歷史中的首次失敗。SpaceX原本計畫如果回收成功，將可大幅降低未來的發射成本。NASA的發言人稱，最後一次收到訊號是在發射後2分19秒。
SpaceX的執行長埃隆·马斯克（Elon Musk）於該年7月20日表示，“猎鹰9号”在6月28日的爆炸可能是由一个氧气罐中的支杆(strut)故障导致。该支杆为2英尺（约合0.6米）长、1英寸（约合0.02米）厚。。
马斯克称，当SpaceX上一次遭遇发射失败时，公司只有500名员工。而现在，SpaceX拥有逾4000名员工，在20次发射中还没有犯下过严重错误。马斯克表示，尽管他设法提醒员工要对任何可能出现的故障保持警惕，但是员工可能只是自然地认为他这种“偏执”是不必要的。